# Соколюк Остап
Соколюк Остап Володимирович (14 січня 1986 року, м. Коломия, Івано-Франківської області) — український письменник, дипломант конкурсу «Коронація слова», кіносценарист.

## Біографія
Остап Соколюк народився 14 січня 1986 року в місті Коломия Івано-Франківської області. У 2003 році закінчив Коломийську спеціалізовану школу № 1 імені Василя Стефаника. В 2008 році закінчив Київський національний університет імені Тараса Шевченка, Інститут філології за спеціальністю Музичний фольклор. За дипломом: викладач української мови та літератури, музичного фольклору та іспанської мови. Десять років жив і працював у місті Києві. Був журналістом у прес-службах Міністерства транспорту України та Мінекології. У 2011 році закінчив курси кінорежисури у Олександра Шапіро. В цей час познайомився з талановитим митцем/режисером Марченко Максимом. Ця зустріч подарувала світу сценарій комедійного серіалу «Парадайз Продакшн». Зараз мешкає у Івано-Франківську. Продовжує писати та шукати шляхи реалізації у творчості.

## Творчість
Мова творів автора — українська. Жанри творів — магічний реалізм. Розпочав писати ще в школі, писав прозу та вигадував історії. У 2009 році став дипломантом конкурсу Коронація слова у номінації П'єси за драму «Трагікомедія». Паралельно публікувався у журналах «Київська Русь» і «Четвер». Низка творів продається у електронному форматі.

В 2019 році призначено Стипендію Президента України (для молодих письменників і митців).
Твори

2011 р. — роман «Людина в (м)асьці» (видавництво Грані-Т); 

2016 р. — роман «Ені» (видавництво КМ-Букс); 

2017 р. — колективна збірка оповідань та новел «Придивитись до життя» із серії «П'ять зірок» (Редакція Міли Іванцової);

2017 р. — колективна збірка оповідань «Автомобілі, автомобілі» із серії «Дорожні історії» (редакція Міли Іванцової)

2017 р. — колективна збірка оповідань «Їде маршрутка…» із серії «Дорожні історії» (редакція Міли Іванцової);

2017 р. — роман «Перші півні» (електронна версія — Мультимедійне видавництво Стрельбицького);

2017 р. — роман «Вийти з кола» (електронна версія — Мультимедійне видавництво Стрельбицького);

2018 р. — роман «Дарксіті» (електронна версія — Мультимедійне видавництво Стрельбицького).

## Відзнаки
- Міжнародний літературний конкурс «Коронація слова 2009», дипломант у номінації «П'єси»
- У 2015 році дитячу повість «Двері в казку» відзначили дипломом на Корнійчуковському конкурсі дитячої літератури в Одесі.
- Лауреат літературного конкурсу видавництва «Смолоскип» (2015), ІІІ премія, номінація «Проза»